# Базгиевский сельсовет
Базгиевский сельсовет — муниципальное образование в Шаранском районе Башкортостана.
Согласно «Закону о границах, статусе и административных центрах муниципальных образований в Республике Башкортостан» имеет статус сельского поселения.

## География
Базгиевский сельсовет граничит с Нуревским, Чалмалинским сельсоветами Шаранского района и Туймазинским районом.

## Состав
В состав сельсовета входят 6 населённых пунктов:
- д. Алмаш,
- с. Базгиево,
- с. Кир-Тлявли,
- д. Новый Тамьян,
- д. Старые Тлявли,
- д. Старый Тамьян.

## Население
| 2002  | 2009  | 2010  | 2012  | 2013  | 2014  | 2015  |
| ----- | ----- | ----- | ----- | ----- | ----- | ----- |
| 1513  | ↗1554 | ↘1269 | ↘1227 | ↘1198 | ↘1157 | ↘1130 |
| 2016  | 2017  | 2018  |       |       |       |       |
| ↘1113 | ↘1048 | ↘1024 |       |       |       |       |